# Pioners de L'Hospitalet
Stade
Maillots
Champion 2005, 2008, 2010, 2011, 2012, 2013

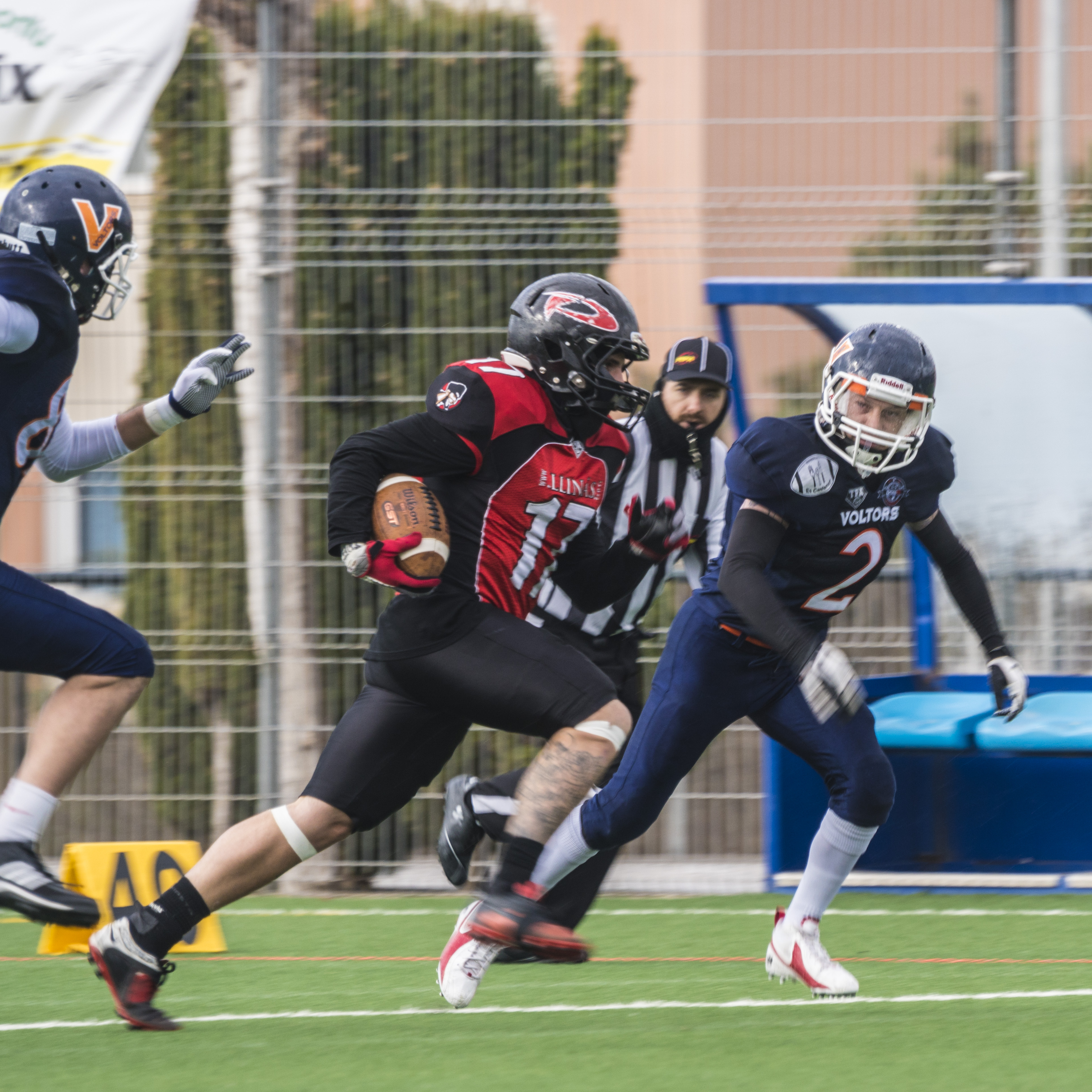
Mallorca VOLTORS vs L'Hospitalet PIONERS le 31 janvier 2015 à 13:36

Les Pioners de L'Hospitalet est un club espagnol de football américain basé à L'Hospitalet de Llobregat.

## Palmarès
- Finaliste de l'EFAF Cup 2013
- Champion d'Espagne: 2005, 2008, 2010, 2011, 2012 et 2013.
- Vice-champion d'Espagne: 1998, 2003, 2004 et 2006